# David C.H. Austin

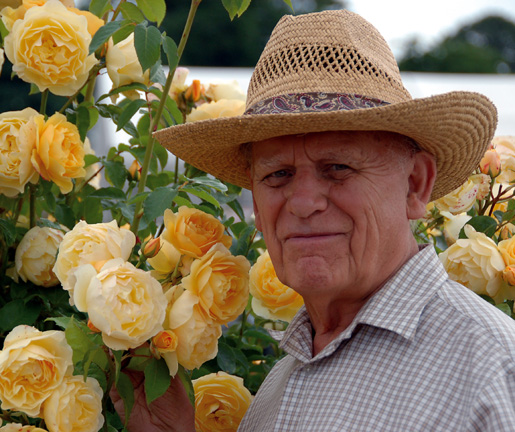
Vĩ nhân hoa hồng thế giới

David Charles Henshaw Austin,OBE, sinh ngày 16 tháng 2 năm 1926, là một chuyên gia trồng và chăm sóc hoa hồng. Ngoài ra ông còn là một nhà văn và đang sống tại Shropshire, miền tây nước Anh. Ông đã tạo ra cho nhân loại khối lượng các giống hoa hồng khổng lồ, với những tính chất và hương thơm độc đáo. Một số giống hồng cổ điển nổi tiếng như Gallicas, Damasks, Alba, … Không những thế, với khả năng phối trộn và lai giống, ông còn tạo ra nhiều loại hoa hồng có màu sắc sặc sỡ hiện đại như Hybrid teas hay Floribundas.

## Sự nghiệp
Giống hoa đầu tiên được Austin giới thiệu vào năm 1961 là Constance Spry. Năm 1967 và 1968, ông giới thiệu Chiati và Shropshire Lass. Những giống hoa hồng đó đầu tiên đã nở rộ và mùa xuân và đầu hè. Năm 1969, ông giới thiệu một loạt các giống hồng sai hoa. Đó là: Wife of Bath, Canterbury, …
Hoa hồng của Austin đã trở thành giống hoa thành công nhất thế kỷ 20.
Cho dù hoa hồng của Austin không được công nhận như những loại hoa hồng truyền thống bởi Hội hoa hồng hoàng gia hay Hội hoa hồng Hoa Kỳ. Tuy vậy, hoa hồng của ông vẫn thu hút được người yêu hoa và được sử dụng rộng rãi tại nước Anh.
Đến thế kỷ 21, Austin đã chia hoa hồng của ông thành bốn nhóm khác nhau, để thuận tiện cho việc nghiên cứu và phát triển, đó là:
- Hồng đậm Hybrids, với vẻ ngoài khá giống hoa hồng cổ, như phát triển khoẻ mạnh và rất nhiều màu
- Nhóm hồng Leander, với bụi lớn và thân mềm uốn cong
- Hoa hồng xạ hương Anh, màu xanh nhạt, thon nhỏ và mùi hương khác biệt
- Nhóm hồng Alba Hybrids, cây cao, hoa màu xanh dương[2]

Năm 2003, Austin được nhận huy chương Victoria của hiệp hội làm vườn Hoàng gia Anh và giải thưởng từ Hội hoa hồng Anh.
Ngoài ra ông còn nhận được bằng Thạc sĩ danh dự của Đại học phía Đông London. Năm 2004, Ông nhận giải thưởng thành tựu suốt đời từ hiệp đoàn kinh doanh hạt giống, cây cảnh và dụng cụ làm vườn.
Năm 2007, ông nhận tước OBE
Đến năm 2010, ông được xướng tên và trở thành «Vĩ nhân hoa hồng của thế giới».

## Sách
- Austin, David (1990). The heritage of the rose . Woodbridge: Antique Collector's Club. ISBN 1851490205.
- Austin, David (1992). Old roses and English roses . Woodbridge: Antique Collector's Club. ISBN 1851491503.
- Austin, David (1993). Shrub roses and climbing roses: with hybrid tea and floribunda roses . Woodbridge: Antique Collectors' Club. ISBN 185149166X.
- Martin, Clair G. (1997). 100 English roses for the American garden. New York: Workman. ISBN 0761101853.
- Austin, David (2010). David Austin's English roses. Woodbridge: Garden Art. ISBN 1870673700.
- Lawson, Andrew; David Austin (2011). The English roses . London: Conran Octopus. ISBN 1840915544.
- David Austin wrote the foreword for Beales, Peter (1998). Botanica's roses: encyclopedia of roses. Random House. ISBN 0091835925.
- His annual free catalogue David Austin Handbook of Roses, mainly devoted to Austin Roses but also listing many other varieties (often in the Austin roses pedigree) on sale, contains information on roses and their care in general, as well as many rose photographs.